# Danfoss Compressors

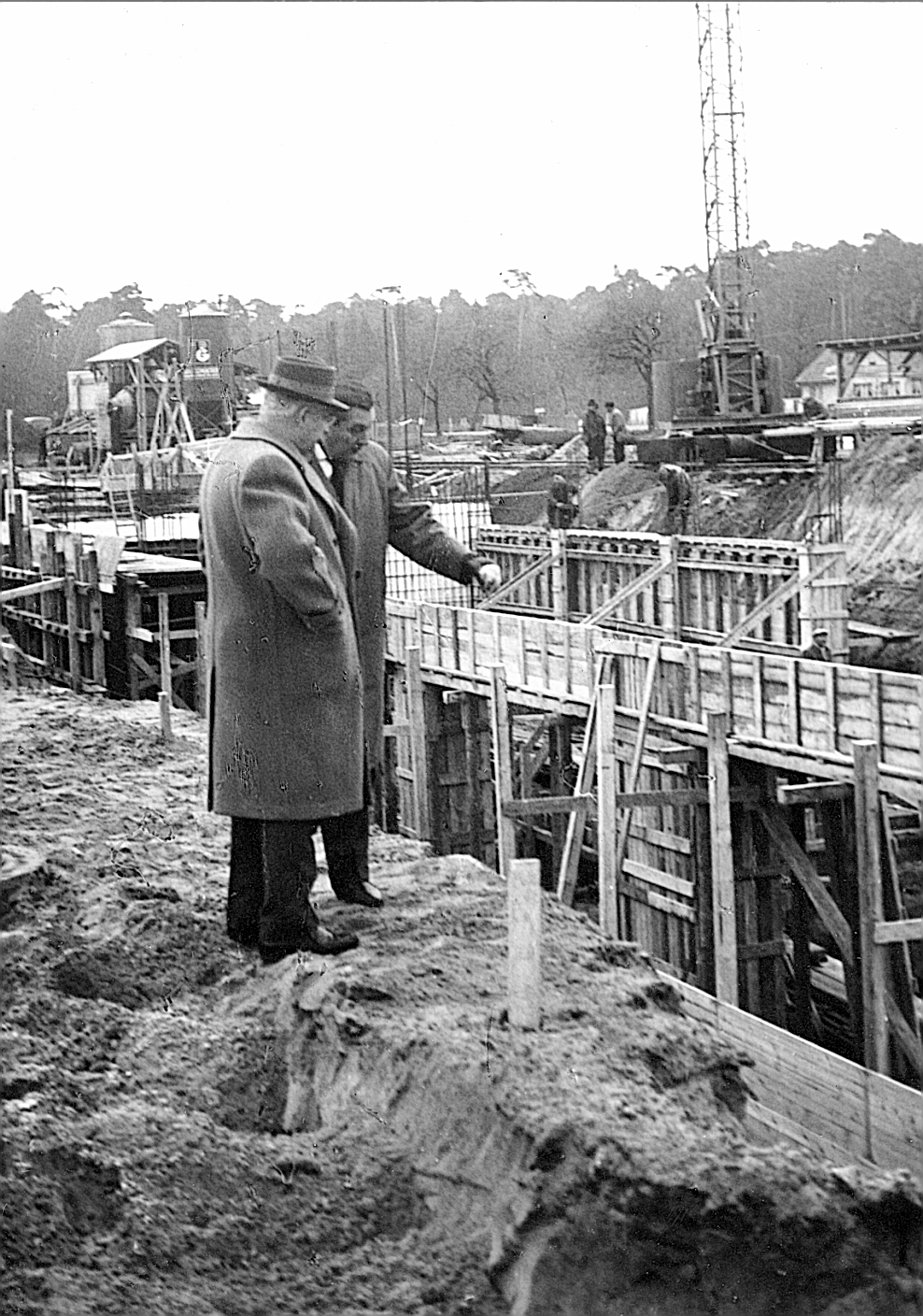
Mads Clausen besucht die Baustelle des Werkes in Flensburg (1956)

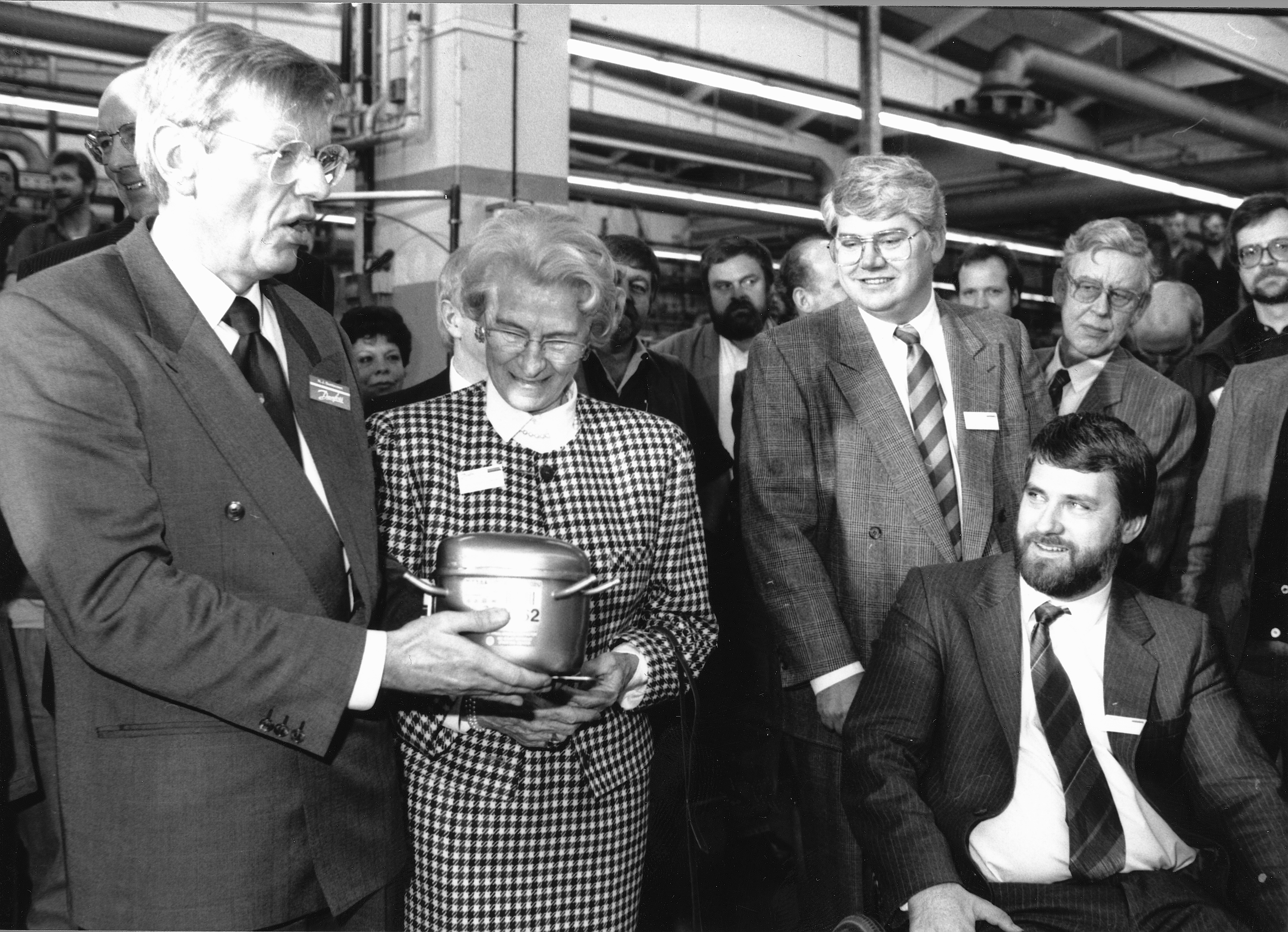
Verdichter Nr. 100.000.000. Von links: Direktor H. J. Gustavsen, Bitten Clausen, Jørgen M. Clausen und Peter J.M. Clausen

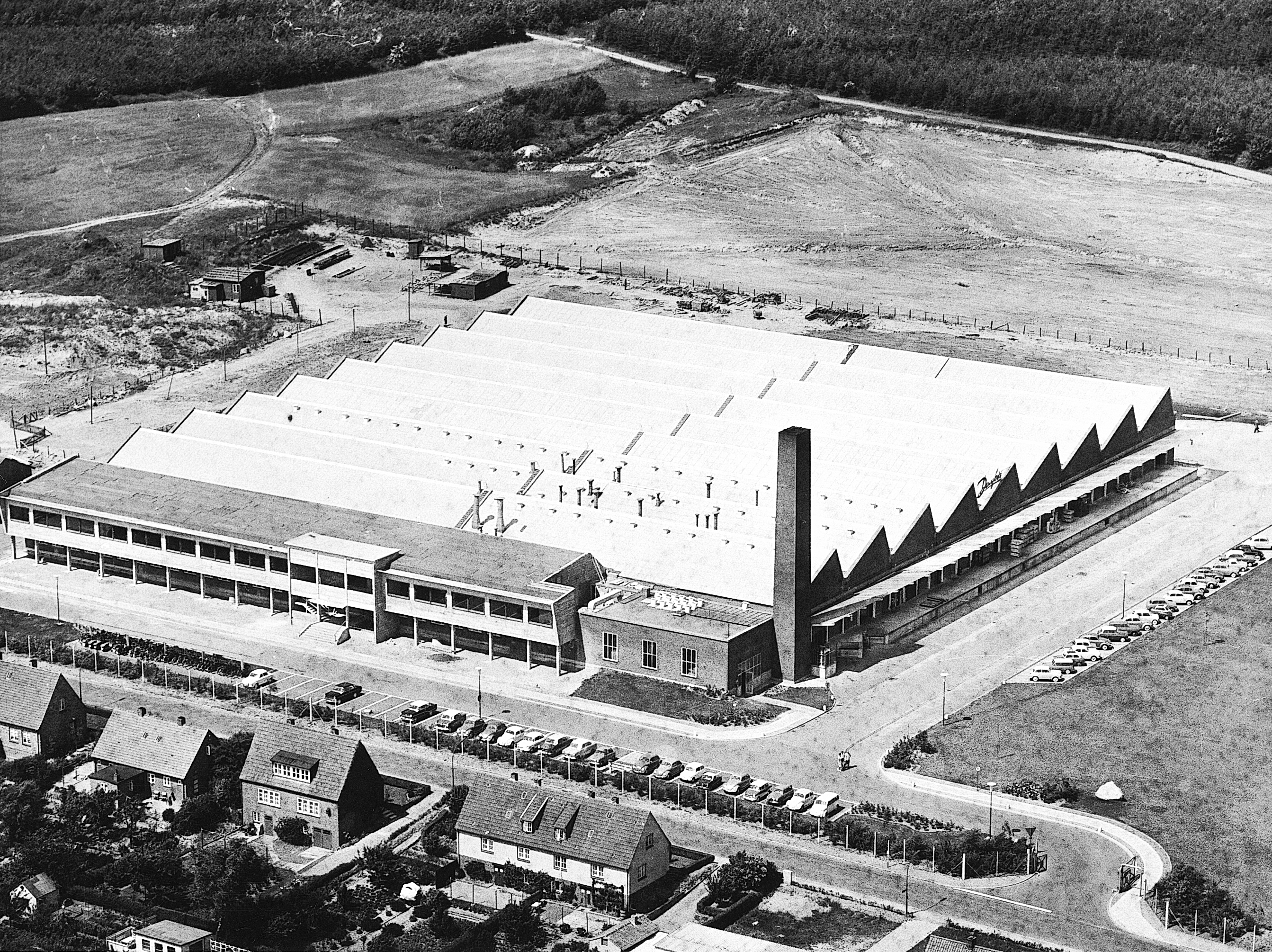
Danfoss Werk 1 Flensburg, Mads-Clausen-Straße 7, mit Schlot am Südosteck des Gebäudes, heute Flensburger Fahrzeugbau GmbH (Ende der 1950er Jahre)

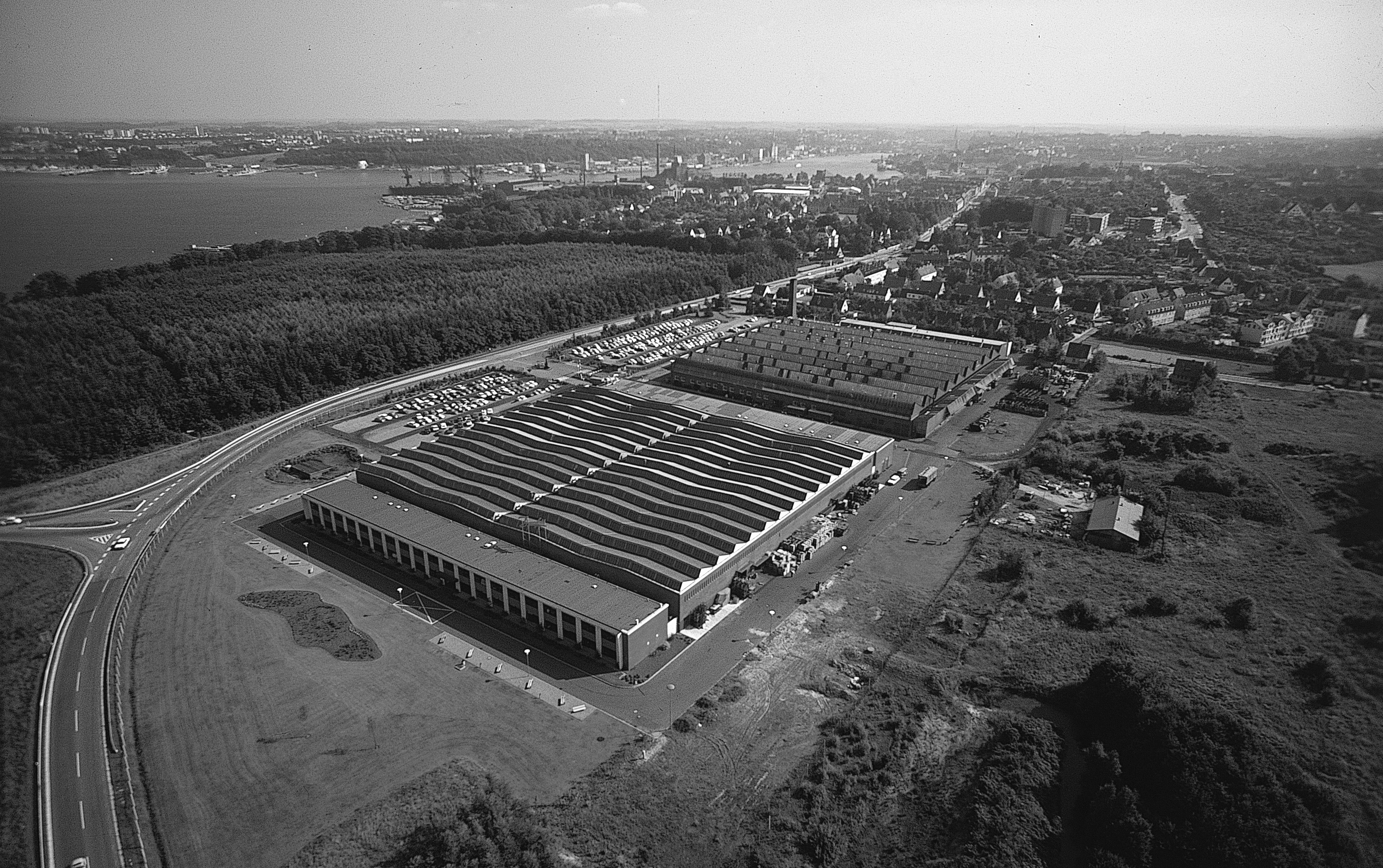
Danfoss Werk 2 Flensburg, ebenfalls Mads-Clausen-Straße 7, damals Erweiterung, heute Secop (1960/70er Jahre)

Die Danfoss Compressors GmbH (zeitweise Danfoss Household Compressors GmbH) war ein eigenständiger Werks- und Vertriebsstandort des Danfoss-Konzerns. Zwischen 1956 und 2010 stellte er als Tochterunternehmen hermetische Verdichter her.
2010 trennte sich der Danfoss-Konzern von seinem Verdichter-Programm und übergab es an die Münchener Industrieholding Aurelius. Seither firmiert Danfoss Compressors mit einem neuen Markenauftritt unter dem Namen Secop.
Das Produktportfolio des Unternehmens umfasste in diesem Zeitraum drei Anwendungsbereiche: Verdichter für Kühl- und Gefrierschränke im Haushalt, für gewerbliche Kleinkühlanlagen und für Kühl-Lösungen im mobilen Bereich.

## Die Anfänge
Es begann im Jahr 1933 in einem Jugendzimmer auf dem Dachboden des elterlichen Hauses: Mads Clausen gründete in Elsmark (Havnbjerg Sogn) auf der dänischen Insel Alsen die Dansk Køleautomatik- og Apparat-Fabrik (Dänische Kühlautomatik- und Apparatefabrik). Auftakt der Produktion bildeten Ventile für Kälteanlagen, die bis dahin kostenintensiv aus den USA hatten importiert werden müssen. Clausen bezog Ventil-Teile von den Brdr. (Brüdern) Müller. Er verfügte über kein großes Eigen- oder Startkapital. Zu seiner anfänglich bescheidenen Ausstattung gehörten eine Luftpumpe und eine Zinkwanne, mit denen er die Ventile testete.
1935 expandierte Clausen erstmals, um Platz für Maschinen und Mitarbeiter zu schaffen. Er errichtete eine 60 m² große Holzhütte im Gemüsegarten seiner Eltern. Hühnerhaus hieß es, weshalb sich bis heute der Mythos hält, Danfoss sei aus einem Hühnerstall hervorgegangen. Weitere Um- und Ausbauten folgten. Schritt für Schritt legte der dänische Kälteingenieur so das Fundament für das spätere Unternehmen Danfoss A/S, das seinen Sitz ebenfalls in Elsmark (in der damaligen Kommune Nordborg, heute: Kommune Sonderburg) hatte. Das erste moderne Fabrikgebäude maß 50.000 m² Grundfläche, die sich später nochmals verdoppelte.
Nach anfänglichen Schwierigkeiten in den Produktionsprozessen begann die Firma zu florieren. Zwischen 1935 und 1938 wurde eine Reihe von Ventilen eingeführt – automatische Federventile, Kugelschwimmerventile, Thermostate, druckgesteuerte Membran- und Saugventile, Raumtemperaturregler, Gleichdruckventile und Trockenfilter. Alle Ventile wurden mit dem Schriftzug „Danfoss“ versehen, eine Zusammensetzung der Wörter Danmark (Dänemark) und fosser (strömt/sprudelt).
Mit den Ventilen, insbesondere dem Thermostatventil, entwickelte Clausen das wohl bekannteste Produkt des späteren Danfoss-Konzerns. Jedoch insbesondere der Erfolg des Thermostatventils ließ bis in die 1970er-Jahre auf sich warten. Erst als es galt, auf die Energiekrise zu reagieren und der Einbau dieser Ventile obligatorisch wurde, stiegen die Verkaufszahlen stark an.
1946 wurde das Unternehmen in Danfoss umbenannt, in Kopenhagen ein Büro eröffnet. Die Firma zählte 261 Mitarbeiter.

## Beginn der Verdichter-Produktion
Nach Ende des Zweiten Weltkriegs zeichnete sich das Ende des Danfoss’schen Kerngeschäfts ab. Die Nachfrage nach dem Flaggschiff, dem Expansionsventil für große Kühlanlagen, sank. Amerikanische Unternehmen hatten “Neue, so genannte hermetische Kompressoren in kompakter Ausführung” für den Einsatz in Haushaltskühlschränken entwickelt. Auch in Dänemark arbeiteten bereits Betriebe daran, die Produktion hermetischer Verdichter aufzunehmen. Die Tage großer Gemeinschafts-Kühlanlagen, z. B. in Wohnblocks, schienen gezählt. Mads Clausen entschied, in den Verdichter-Markt einzusteigen.
Deshalb unternahm er im Herbst des Jahres 1950 eine Reise in die USA und nach Kanada. Er zeichnete allabendlich Berichte über seine Besuche in verschiedenen Firmen auf. So entstanden 36 detaillierte Dokumentationen über die Produktion hermetischer Verdichter. Clausen beschrieb technische Details der Maschinen, der Werkzeuge und Konstruktionen, die er gesehen hatte. Er berichtete darüber hinaus über Formen der Organisation, Gehalts-Systeme und Möglichkeiten der Produktionssteigerung.
Auf seiner Reise besuchte Mads Clausen auch die Verdichter-Fabrik von Tecumseh, seine Hoffnung, mit dieser Firma eine Vereinbarung über eine Lizenzproduktion treffen zu können, erfüllte sich zum 1. Januar 1952.
Der Lizenzvertrag berechtigte Danfoss, Tecumsehs Verdichter „Pancake“ (Pfannkuchen, so genannt wegen seiner flachen Form) unter dem Namen Danfoss herzustellen und weltweit zu verkaufen. Ausgenommen davon waren die USA, Kanada, Großbritannien und Irland. Es handelte sich nicht um einen Exklusiv-Vertrag, was bedeutete, dass Tecumseh ähnliche Vereinbarungen auch mit anderen Unternehmen treffen konnte. Aber der Vertrag gab Danfoss einen Vorsprung, den Mads Clausen nutzte: Bereits im Jahr 1952 wurden 5.000 Verdichter hergestellt und verkauft, was 10 % des Firmenumsatzes ausmachte. Im Laufe der Jahre konnte Danfoss Compressors mit den Verdichtern zwischen 25 und 35 % des Konzern-Gesamtumsatzes erzielen. Damit bildete der Geschäftsbereich einen der Grundsteine des Danfoss-Produktportfolios.

## Historie
1956 verlagerte Danfoss die Verdichter-Produktion nach Flensburg. Die Danfoss Compressors GmbH (zeitweise Danfoss Household Compressors GmbH) wurde gegründet. Somit entstand ein eigenständiger Werks- und Vertriebsstandort für hermetische Verdichter, an dem 1958 die Produktion aufgenommen wurde. Die ersten PW-Verdichter, gänzlich von Danfoss entwickelt, verließen das Werk und begannen, die „Pfannkuchen“-Typen zu verdrängen. Zu Beginn des Jahres wurden pro Woche 1.000 Verdichter produziert, Ende des Jahres war die Zahl auf 1.750 angestiegen.
Ab Januar 1959 wurden im Zwei-Schicht-Betrieb 8.000 Einheiten erzeugt. Abnehmer waren zum größten Teil die Kühlschrankhersteller Bauknecht, Siemens und Bosch. In deutschen Haushalten wurde der Kühlschrank mehr und mehr alltäglich.
1960 war der Auftakt für die Verwendung synthetischer Materialien und Öle. Synthetische Materialien haben fest definierte Eigenschaften, während Naturprodukte immer gewissen Schwankungen unterliegen. Das bedeutet eine höhere Beständigkeit, sowohl im Hoch- als auch im Niedertemperaturbereich.
Danfoss wurde 1961 zu einer Aktiengesellschaft. Mads Clausen übernahm den Vorstandsvorsitz bis zu seinem Tod am 27. August 1966. Seine Frau Bitten trat seine Nachfolge an, Andreas Jepsen bekleidete den Posten des geschäftsführenden Direktors.
1968 zählte der Standort Flensburg 1.372 Mitarbeiter.
Bis 1970 war die Anzahl der Mitarbeiter in Flensburg auf 2.000 gestiegen. Insgesamt arbeiteten 7.000 Menschen für Danfoss. In diesem Jahr wurden außerdem der SC-Verdichter und der PTC-Starter für gewerbliche Kleinkühlanlagen eingeführt. Die Nachfrage nach Verdichtern stieg so stark an, dass Mitte der 60er-Jahre zusätzlich zum bestehenden Werk I der Grundstein für das Werk II gelegt wurde. 1970 war es fertiggestellt.
1972 stieg der Umsatz des Danfoss-Konzerns auf eine Milliarde Dänische Kronen. Mit dem FR-Verdichter führte Danfoss in diesem Jahr außerdem einen Standard-Verdichter ein, in dem das Kältemittel R134a eingesetzt wurde. Er war konzipiert für kompakte gewerbliche Kühllösungen, wie z. B. Getränke- oder Durchlaufkühler, Verkaufsautomaten, Kühlregale und Eismaschinen, Wärmepumpen und Entfeuchter. R134a ist ein starkes Treibhausgas, das von der Fahrzeug-Industrie auch in Klimaanlagen von Autos eingesetzt wurde. Eine EU-Richtlinie verbietet den Einsatz von R134a in Klimaanlagen neu zugelassener Fahrzeugtypen allerdings seit dem 31. Dezember 2011.
Die Produktion des TL-Verdichters begann 1974. Innerhalb von 18 Monaten waren mehr als eine Million dieser Verdichter verkauft. Heute arbeiten mehr als 100 Millionen TL-Geräte in den Kühlschränken weltweit (Stand 2008).
1977 bildete die Einführung von Gleichspannungs-Verdichtern den Auftakt für die Herstellung mobiler Kühl- und Gefriergeräte. In diesem Jahr rollte überdies der 50-millionste Verdichter vom Band.
1985 erreichte der Gesamtumsatz des Konzerns fünf Milliarden dänische Kronen (245 Millionen DM bzw. 125 Millionen Euro).
1988 kam es zur Zentrierung der Produktion und des Vertriebs in Flensburg. So übernahm Danfoss Compressors die Produktion von Verflüssigersätzen des Danfoss-Werkes Offenbach. 1993 wurde dieses Werk geschlossen. Der Konzern-Jahresumsatz belief sich auf 6,3 Milliarden Kronen.
1989 wurde der 100-millionste Verdichter ausgeliefert.
In den neuen Verdichtern ab 1993 wurde Isobutan  unter dem Namen R600a als Kältemittel eingesetzt, welches das vorher in Haushaltsgeräten verwendete R134a ablöste. R600a ist im Gegensatz zu R134a nicht klimaschädlich, es ist preiswerter und lässt sich mit Mineralöl mischen. Nachteil: Es ist ein brennbares Gas. In diesem Jahr baute Danfoss außerdem eine Fabrik für die Produktion von Verdichtern im slowenischen Crnomelj (Danfoss Compressors d.o.o).
1995 nahm Danfoss Compressors S.A. de C.V. (Mexiko) die Verdichter-Produktion auf.
1997 waren 150 Millionen Verdichter produziert. Der Umsatz des Danfoss-Konzerns erreichte 13,1 Milliarden dänische Kronen (1,75 Milliarden Euro).
1999 wurden Verdichter für R290 eingeführt. Das Kältemittel R290 wurde sowohl in Kältemaschinen als auch in Wärmepumpen verwendet, es zeigt ein geringes Treibhauspotential, ist aber wie R600a hochentzündlich. Der Jahresumsatz belief sich auf 1.978 Millionen Euro, die Anzahl der Mitarbeiter betrug 18.860.
2001 waren 200 Millionen Verdichter produziert. Danfoss führte den elektronisch gesteuerten Starter ePTC ein.
2002 wurde die Produktionsstätte Danfoss Compressors spol. s.r.o. in Zlaté Moravce (Slowakei) gegründet.
2003 erfolgte die Einführung von Verdichtern für Solaranwendungen und von CO2-Verdichtern für kleinkommerzielle Anwendungen, in denen Kohlendioxid als Kältemittel verwendet wurde.
2006 wurde die Verdichter-Produktion in Mexiko eingestellt.
2008 blickte Danfoss Household Compressor auf 50 Jahre Verdichter-Produktion in Flensburg zurück. Die TOOL4COOL®-Software für die flexible Kontrolle von Kühlanlagen wurde eingeführt. In diesem Jahr wurde auch die Produktionsstätte in Wuqing (Volksrepublik China) gegründet.
Am 29. November 2010 wurde die Übernahme durch die Aurelius AG rechtskräftig.

## Konkrete Entwicklungen vor der Übernahme
„Die kleinen, schwarzen Verdichter für Kühlschränke hatten immer eine Sonderstellung im Konzern. Typisch für sie sind die großen Zahlen: hohe Entwicklungskosten, hohe Stückzahlen und Umsatzzahlen. Viel Geld fließt in die Kasse und viel Geld wieder heraus.“ Das Geld, das aus der Kasse floss, führte bereits vor der Übernahme von Danfoss Compressors durch die Industrieholding Aurelius zu Maßnahmen. Auf die „über Jahre verlustreiche Produktion von Haushaltsverdichtern“ reagierte der Danfoss-Vorstand im Jahr 2005 mit der Ankündigung, in den kommenden Jahren 700 Arbeitsplätze abzubauen. Das bedeutete eine Halbierung der Belegschaft.
Am 27. Mai 2009 gab Danfoss außerdem bekannt, die Flensburger Produktion im Laufe des folgenden Jahres zu schließen und die Fertigung ins Ausland zu verlagern. Weitere 450 Entlassungen wurden zum Frühjahr 2010 ausgesprochen, „um der Finanzkrise entgegenzuwirken“. Danfoss-Vorstand Kim Fausing erklärte, der Geschäftsbereich Household Compressors erleide wöchentliche Verluste in Millionenhöhe. Regional engagierte Politiker appellierten, die Produktionsverlagerung noch einmal zu überdenken und damit ein Zeichen für die gemeinsame deutsch-dänische Wirtschaftsregion zu setzen. Keines der daraufhin geführten Gespräche änderte jedoch etwas an den getroffenen Entscheidungen.
Hinweis: Die genannten Zahlen im Kontext der Kündigungen beziehen sich auf angekündigte Stelleneinsparungen. Die tatsächlich vorgenommenen Kündigungen sind nicht eindeutig nachzuvollziehen. Die Mitarbeiterzahlen sind hinzukommend das Ergebnis von Wiedereinstellungen, Kündigungen seitens der Mitarbeiter, Renteneinstiegen usw.

## Gegenwart
2010 verkaufte Danfoss den Geschäftsbereich Danfoss Compressors an die Münchner Industrieholding Aurelius. Die Akquisition durch Aurelius beinhaltete die vollständige Geschäftstätigkeit in Deutschland, China, Slowenien und der Slowakei mit insgesamt rund 3.000 Mitarbeitern. Im Zuge der Übernahme wurde Danfoss Compressors in Secop umbenannt.
Die Unternehmen Aurelius und Danfoss legten den Wert der Transaktion nicht offen. Nach Einschätzungen der Medien war der Deal für Danfoss relativ klein: Danfoss war eines der größten Industrieunternehmen in Dänemark mit einem (zum Zeitpunkt der Transaktion) Jahresumsatz von mehr als 3,4 Milliarden Euro und rund 26.000 Mitarbeitern weltweit. Für Aurelius galt die Übernahme hingegen als großer Wachstumsschritt (Umsatz 2009: 760 Millionen Euro). Als Grund für die Trennung gab Nis Storgaard, Chief Development Officer von Danfoss, im Juli 2010 an, man habe beschlossen, sich auf andere Bereiche des Klima- und Energiesektors zu konzentrieren.
Heute befinden sich in der Flensburger Firmenzentrale die Produkt- und Technologieentwicklung, der Vertrieb und der Kundendienst.
Als Aurelius sich von Secop trennte, betrug der Verkaufspreis 185 Millionen €.